# Lapuamars
De Lapuamars is een compositie van Toivo Kuula.
Tuula schreef het werk ter nagedachtenis van de Slag bij Lapua, die op 14 juli 1808 werd uitgevochten in de Finse Oorlog tussen Zweden en Rusland. Kuula schreef een toonzetting onder de tekst Kalvat kalskuu (Zwaarden kletteren) van A.V. Koskimies (August Valdemar Koskimies/Forsman). Kuula schreef het werk voor kopersextet, grote trom, bekkens en gemengd koor en voerde het zelf uit op 14 juli 1908. Het werk liet weinig sporen na, behalve in een blad getiteld Säveletär, waarin de criticus schreef dat het koor bestaande uit amateurs nauwelijks toegerust was om de zangpartij vertolken en ook was te klein om boven een blaasseptet uit te komen. Kuula was zelf ook niet tevreden: "uitvoering slecht, koor slecht, musici slecht, ontvangst goed..." De componist was ook enige tijd dirigent te Oulu en bewerkte het werk tot een stuk voor gemengd koor en symfonieorkest. Het is dan 1911 en hijzelf dirigeerde op 29 april 1911 de première van die versie.  
De gelegenheidsmuziek verdween vervolgens in de la om er pas weer bijna een eeuw later uit te komen. Daarbij moesten partituren opnieuw geïnterpreteerd worden, want het papier was aangevreten door de tand des tijds.
Orkestratie:
- gemengd koor
- 1 dwarsfluiten, 1 hobo, 2 klarinetten, 1 fagot
- 2 hoorns, 1 trompetten, 2 trombones
- pauken, 2 man/vrouw percussie
- violen, altviolen, celli, contrabassen